# Camille Everardi
Camille Everardi (ur. 1825, zm. 1899) – belgijski śpiewak operowy (baryton).

## Życiorys
Urodził się w rodzinie pochodzenia włoskiego, studiował w Konserwatorium Królewskim w Liège i u Manuela García w Paryżu. Debiutował w Teatro Nuovo w Neapolu w 1850 roku i śpiewał tam przez kolejne dwa sezony. W 1852 roku występował w Teatro Canobbiano w Mediolanie, a w 1853 roku po raz pierwszy wystąpił w La Scala jako Francesco w Zbójcach Giuseppe Verdiego. Od 1853 do 1854 roku był zatrudniony w Teatro Regio di Torino w Turynie.
W 1855 roku Everardi wrócił do Paryża i zaczął pracę w Théâtre-Italien. Występował w tym miejscu przez dwa sezony, grając m.in. Aliprando w Matilde di Shabran Gioacchina Rossiniego i tytułową rolę w Don Giovannim Wolfganga Amadeusa Mozarta. W 1860 roku został zaangażowany przez Royal Opera w Londynie, gdzie grał Księcia de Nevers w Hugenotach Giacomo Meyerbeera, Elmira w Otellu Rossiniego, Alphonse’a w Faworycie Gaetana Donizettiego i Księcia Robinsona w Sekretnym ślubie Domenico Cimarosy. Epizodycznie występował też w niemieckich teatrach operowych.
Począwszy od 1853 roku Everardi występował w głośnych spektaklach operowych w Imperium Rosyjskim, na początku lat 60. XIX wieku przeniósł się do Sankt Petersburga i występował w Imperialnym Teatrze Maryjskim do 1873 roku, gdy przeszedł na emeryturę.
W późniejszych latach mieszkał w Petersburgu i pracował jako nauczyciel śpiewu. W następnym okresie był zatrudniony przez Konserwatorium Kijowskie, a w ostatnich latach życia przez Konserwatorium Moskiewskie.